# Craig Cummings
Craig Cummings (født 7. juli 1967 i Chillicothe, Missouri) er en amerikansk tidligere bokser i letsværvægtklassen. Han endte med en rekordliste på 53 sejre, 7 nederlag og 1 uafgjort. Hans største kamp var mod Mikkel Kessler den 11. april i 2003 i K.B. Hallen om den ledige WBC International supermellemvægttitel. Cummings tabte på knockout i tredje omgang.
Cummings er også administrerende direktør for Danger-Fire Promotions, en salgsfremmende selskab baseret i det midtvestlige USA.